# Перејаслав
Перејаслав (укр. Переяслав) град је у Украјини, у Кијевској области. Према процени из 2012. у граду је живело 27.923 становника.

## Становништво
Према процени, у граду је 2012. живело 27.923 становника.
| 1979.  | 1989.  | 2001.  | 2012.  |
| ------ | ------ | ------ | ------ |
| 26.669 | 29.483 | 31.634 | 27.923 |

## Градови побратими
- Можајск, Русија
- Переслављ-Залески, Русија
- Вилејка, Белорусија
- Мцхета, Грузија
- Паиде, Естонија
- Кочани, Северна Македонија